# Charles Gabriel Foignet
Charles Gabrile Foignet (Lió, 1750 - París, 1823) fou un compositor francès. Era pare del també compositor François Foignet.
El 1780 es traslladà a París on fou director de diversos teatres. Compositor fecund i inspirat, donà al teatre moltes òperes còmiques, tals com:
- La boiteuse;
- Le Roi et le Pélérin;
- Michel Cervantes (1793);
- Le project de fortune;
- Les petits Montagnards;
- Le plan d'opéra;
- Le Franc Marin;
- Le gascon telqu'il est;
- L'apothicaire;
- Le mont Alphea;
- Les dux charbinniers;
- Les divertissements de la Decade;
- Les jugaments precipités;
- Le cri de la vengeance;
- Les sabotiers;
- L'antiphatie;
- Les prisonnier français en Angleterre;
- Robert le Bossu;
- L'orage, etc.

En col·laboració amb el seu fill;
- Raymond de Tolouse (1802),
- Riquet à la houppe (1802);
- La naissance d'Arlequin (1803);
- Arlequin au Maroc ou La Pyramide enchantée (1804);
- L'oiseau Bleu, etc.

També és autor de la inspirada romança Il pleut, bergère. Foignet publicà la col·lecció periòdica de cant titulada Les plaisirs de la Societé.